# أضواء جنوبية (رواية)
أضواء جنوبية هي إحدى روايات الروائية الأمريكية دانيال ستيل (بالإنجليزية Southern Lights) وهي من الروايات.

## نبذة قصيرة
تخرج دانيال ستيل عن نمطها المألوف في هذه الرواية اذ تدور احداثها حول محققة تحقق في جرائم قتل ارتكبها قاتل متسلسل وتتعرض حياتها وحياة ابنتها للخطر.